# 桐野丈二郎
桐野 丈二郎（きりの じょうじろう、 1951年4月5日 - ）は、日本の作曲家、プロデューサー、VOCAL&ボイストレーナー。（芸名／中川ヒロシ）

## 概要
- 大阪府大阪市出身。桃山学院高等学校（軽音楽部）卒業。
- ロック、POPsなどを作曲時のペンネームはジョニー桐野。
- 代表的な活動は「平和勝次とダークホース」（宗右衛門町ブルース）
オリジナルメンバーの中川ヒロシとして参加。
- 30歳代からＲ＆ＢバンドのＶＯ．（アフリカ系アメリカ人の指導を受ける）に転向する。
- かつての所属はクラウンレコード、テイチクレコード、吉本興業 、松竹芸能

## 来歴・人物
アカデミー児童劇団～劇団アカデミー時代
- 1961年 関西TV「ドレミファ先生」子供向け音楽番組のホストとして1年間出演。
- 1962年 松竹家庭劇、ミヤコ蝶々劇団（全国公演）に出演。
- 1963年 三和銀行ポスターモデル。
- 1964年 NHKドラマ－「星光る」（広川太一郎主演）に1年間出演。
- 1965年 NHKドラマ－「チコちゃん日記」に1年間出演。
- その他、東映、大映、京都映画、読売、朝日、毎日、関西などのTVに多数出演。

ロックバンド&コミックバンド時代
- 1968年 ロック系グループ・サウンズ／バイオレッツ時代にテイチクレコードからスカウトされる。
- 1970年 松竹芸能－音楽ショー「西川ヒノデショウ」に参加（当時は西川ヒロシ）。
- 1971年 松竹芸能－コミックバンド「スカタンボーイズ」の再結成に参加。

当時のメンバーは、日比ワレル、大阪トンダ。（後にバイオレッツに改名）
- 1972年 吉本興業－コミックバンド「平和勝次とダークホース」（レコード会社－日本クラウン）のメンバーとして活動。（平和勝次とダークホースとしての初舞台である梅田花月において宗右衛門町ブルースを発表）
当初はメンバー5名であったが、3枚目のシングルから平和勝次、板東春彦、中川ヒロシ（桐野）の3名になる。
- 1993年「モダンチョキチョキズ」のアルバム共演時に短期再結成する。

現在
- 2005年 「宗右衛門町ブルース」カラオケベスト10に再浮上、NHKの要請で「平和勝次とダークホース」再結成。

（2005年以降のTV出演記録／中川ヒロシとして出演）
- 2005年 NHK「思い出のメロディー」出演。
- 2006年 NHK「思い出のメロディー」出演。
- 2007年 徳光和夫の「盛り場流行歌」（テレビ東京）出演。
- 2007年 NHK「わが心の大阪メロディー」出演。
- 2008年8月 お盆特番 夏の紅白歌の祭典（テレビ東京系列）
- 2008年9月 NHK「歌謡コンサート」
- 2009年6月 NHK「歌謡コンサート」
- 2010年8月 NHK「思い出のメロディー」出演。
- 2010年 NHK「わが心の大阪メロディー」出演。
- 2011年9月 NHK「歌謡コンサート」
- 2011年12月 「年忘れにっぽんの歌」
- 2012年6月 NHK「歌謡コンサート」
- 2012年10月テレビ東京「木曜8時のコンサート」
- 2013年 NHK「思い出のメロディー」出演。
- 2013年11月テレビ東京「木曜8時のコンサート」
- 2014年9月 NHK「わが心の大阪メロディー」出演。
- 2017年12月 NHK「わが心の大阪メロディー」出演。

人物
- 当初はNHKドラマ時代に共演者だった広川太一郎（主に声優として活躍）の薦めで、日大演劇部に進む気持ちでいたが、音楽を志して桃山学院（当時の軽音楽部は全国優勝などで有名）に進む。
- 桃山学院高校では軽音楽部（ロックバンド）に所属し、歌手の堀内孝雄が部長をしていた時の後輩部員（2年下）であった。
- 日本クラウン同期には吉幾三、キャシー中島らがいる。
- 喋りも面白く、東京進出を決めた島田洋七から相方にならないか?と誘われた事もある。
- クレージー・キャッツのファンで、音楽エンターテイメント「コミックバンド」の復活を熱望している。
- 「桐野VOCAL」（桐野歌唱法）でプロ志望者を指導中。

## 芸能経歴
- 1960年代
  - 大映映画 「続、酔いどれ博士」（主演勝新太郎）に出演時、荒木一郎からギターを習い音楽に目覚める。
  - グループ・サウンズ・バイオレッツを結成し、大阪において「なんば一番」「富士」「オランダ」「日航」「こだま」などに出演。
  - テイチクレコード（現・テイチクエンタテインメント）からスカウトされるが、グループ・サウンズのブームが終わり、ソロ歌手として「夢に恋を」でデビュー。
- 1970年代
  - 平和勝次から自主制作盤「宗右衛門町ブルース」のアレンジと演奏を頼まれる（そのまま平和勝次とダークホースへ参加）
「宗右衛門町ブルース」がクラウンレコード（現・日本クラウン）からメジャー化されヒット。
  - 1973年 平和勝次とダークホース解散。
  - 1976年 グループ・サウンズ時代のメンバーなどで「Shouts」を結成するも1年で解散。
  - 1978年 ライブハウス「ケントス」（大阪アメリカ村）メインVOCALとして出演。
  - 1979年 ディスコVO. ロックVO.として「パテオフジ」「DO プラザ」「チキンジョージ」「バーボンハウス」などに出演。
- 1980年代
  - 中川の声かけにより結成された、関西実力派ミュージシャンロックンロールバンドNAMBA ROAD
「涙のロンリーナイト」が好評で、東芝からのリリースが決定するも、レコーディング終了後に解散。
  - ライブハウス「バラード」（大阪キタ）において、毎週土曜オールナイト「Saturday.Rock´n´Roll party」をプロデュース。
 （サザンオールスターズメンバー、チェッカーズメンバー、あいざき進也などが顔を出していた）
  - 「関西ロカビリークラブ」顧問時代にライブイベントなどを共同企画する。
  - Rock´n´Roll Musical 劇団「グラフィティーズ」の演出・音楽を担当。
- 1990年代
  - 外国人メンバーを加えたR&Bバンド「BLUES STREET Band」を結成。この頃メンバーからジョニーと呼ばれていたのが、

後日の作曲ペンネームとなる。
- 2000年代
  - 2000年 恩師の作曲家、山路進一（宗右衛門町ブルース作曲者）死去。 これを機に作曲家として活動する事を決意する。
  - 2002年 大阪ナンバ千日前「スタジオ・テイクオフ」において桐野ボーカル（桐野歌唱法）をスタート。
  - 2003年 歌姫オーディション(オーキャット)で審査員を務めた際に歌唱賞の「チチ-chichi」をスカウト、
桐野歌唱法の初弟子として3年間トレーニング、実力派歌手に仕上げる（現メジャーデビュー）
  - 2005年 音楽制作事務所「エンジェルサウンド」を設立。
  - 2006年 高杉みなみ、広川あいな、門下生となる。
  - 2007年 オールディーズバンド「ポーキーズ」に作曲プロデューサー&ボーカルとして参加する。
  - 2008年 「リトルキューティー★J´s」を作曲プロデュース。
  - 2009年 ライブハウス「アナザードリーム」（大阪千日前）において桐野ボーカル定期LIVEをスタート。
  - 2010年 ラジオ関西AM558KHz「中川ヒロシのミッドナイトトーク」のパーソナリティを務める。
  - 2010年 萩原健一氏の還暦パーティーにおいて招待出演でトーク＆バースディソングを歌う。
  - 2012年 Johnny-TV（インターネットUSTREAM）のプロデューサーに就任する。
  - 2014年 関西地区バンドマン有志たちと「KANSAI BAND UNION」を結成する。

## エピソード
- 飲み会でトータス松本が歌う「宗右衛門町ブルース」を聞き、ウルフルケイスケが感動して「ウルフルズ結成」となった。
- グループ・サウンズ時代、グループ名を「バイオレンス」と決めたのだが、大阪ミナミのジャズ喫茶のオーデション担当者

が間違えて「バイオレッツ」と書き込み合格してしまい「暴力的」→「すみれ色」になる。
- 「平和勝次とダークホース」は元々コミックバンドとして結成されたのだが、吉本興業の劇場に出演（約半年）しながらリリースした

「宗右衛門町ブルース」がヒットした為、一般的に「歌謡コーラスグループ」と思われている。
- 門下生リトルキューティー★J'sの名付け親であるが、高杉みなみは彼が尊敬する高杉晋作から、

広川あいなは彼の演劇の師匠である広川太一郎から取った。

## 提供曲
- 『五人の彼女』/宗右衛門町ブルースのカップリング。歌:平和勝次とダークホース（1972年、日本クラウン）
- 『涙のロンリーナイト』歌:、N.Rode（1979年、インディーズ）
- 『清滝夫婦傘/大阪小唄』歌:若樹鈴（2003年、日本クラウン）
- 『潮風ヴァイアコンディオス』歌:、チ★チ（2004年、ニューセンチュリーレコード）
- 『おもかげ戎橋』歌:丘みどり（2004年、平成 歌の祭典 歌唱曲）
- 『男泉州だんじり浪漫』歌:六虎
- 『山科の雲』歌:華（2005年、六虎音楽事務所)
- 『潮風』『Pandora』歌:チチ-chichi（2006年、スターエンジェルレコーズ）
- 『男と女唄酒場』歌:Ree（リー）（2007年、インディーズ)
- 『純情Payapa』歌:PORKEES（2007年、スタジオ ポーキーズ）
- 『My Soul Sing』歌:リトルキューティー★J's－高杉みなみ、広川あいな（2010年 スタジオ ポーキーズ）
- 『太陽の風』歌:Ｒｅｅ（2013年、インディーズ)
- 『Moon Memories』歌:平尾タミ（2015年、インディーズ)

主な提供曲から抜粋。